# 杯墊

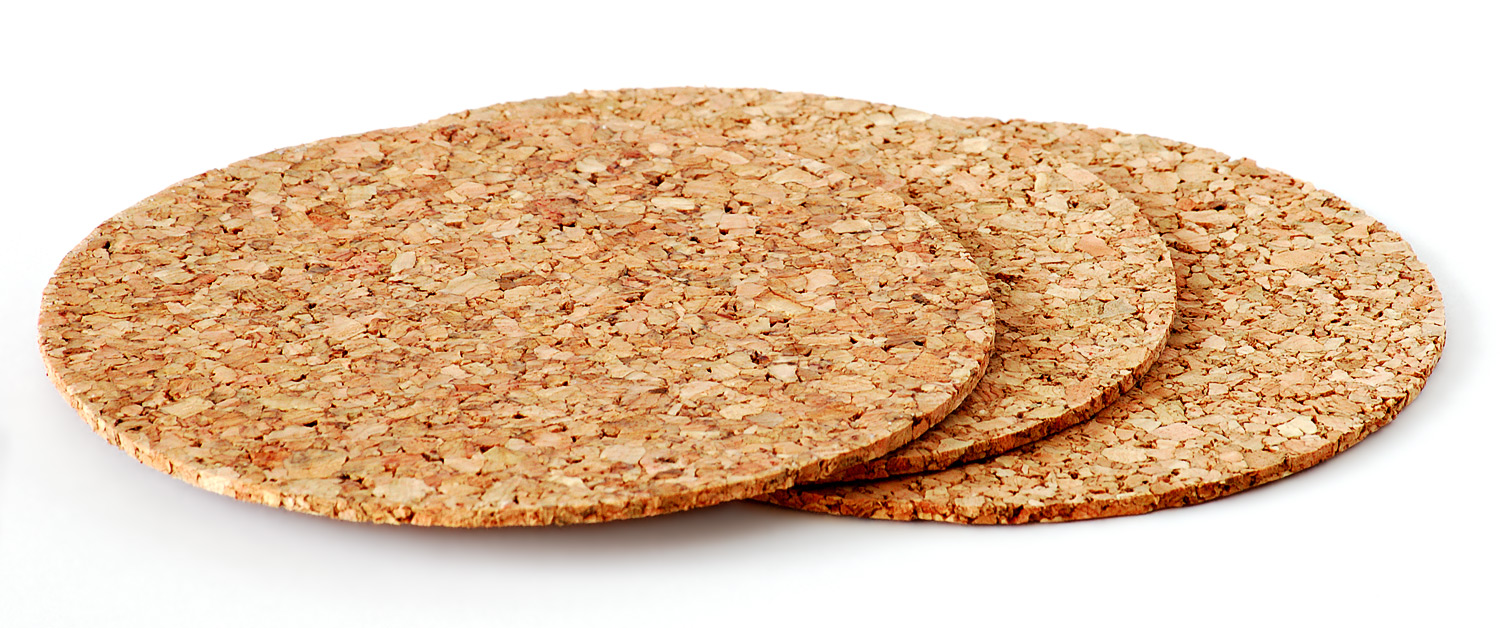
沒有表面印刷軟木材質杯墊

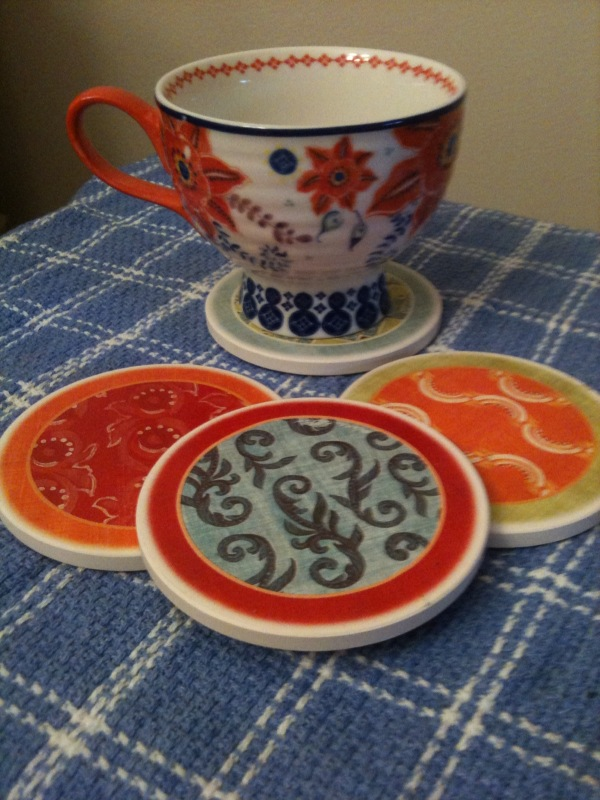
陶瓷材料所做的杯墊

杯墊（英語：drink coaster）是酒吧、茶馆、咖啡厅等的一种常用物品，其主要目的是墊在杯子底部做為隔絕熱源，以及防止饮品外漏、污損桌面。

## 概要
杯墊材質有矽膠、紙、軟木、木材、布料、金屬、玻璃、陶瓷，通常太多提供的都是軟木。是那些當中吸水率是好的，形狀為圓形或方形為主。